# Lasów
Lasów (niem. Lissa, gł. Liša) – wieś w Polsce położona w województwie dolnośląskim, w powiecie zgorzeleckim, w gminie Pieńsk.

## Podział administracyjny
W latach 1975–1998 miejscowość administracyjnie należała do województwa jeleniogórskiego.

## Demografia
Według Narodowego Spisu Powszechnego (III 2011 r.) liczył 520 mieszkańców. Jest trzecią co do wielkości miejscowością gminy Pieńsk.

## Historia
W XIV-XVI wieku wieś była własnością mieszczan zgorzeleckich, a następnie rady miasta Zgorzelca. Mieszkający w Lasowie na przełomie XVI i XVII wieku Kacper von Füstenau (1572-1649) był przyjacielem Jakoba Böhme.

## Zabytki
Do wojewódzkiego rejestru zabytków wpisany jest:
- zespół pałacowy, z XVI-XVIII w.
  - pałac
  - park
  - plac zabaw
  - boisko im. Rafała Fras
  - mostek im. Heńka Kozaka
  - altanka
  - peron